# Dominique Leurquin
Dominique Leurquin (ur. 2 stycznia 1965 w Lille) – francuski muzyk, kompozytor, wokalista i instrumentalista. Dominique Leurquin znany jest przede wszystkim z wieloletnich występów we włoskiej grupie muzycznej Rhapsody of Fire. Wcześniej występował w zespole Dream Child. Od 2003 roku gra w zespole Inner Visions, którego był współzałożycielem. Natomiast od 2005 roku jest członkiem projektu Luca Turilli’s Dreamquest. W 2011 uzupełnił skład formacji Luca Turilli’s Rhapsody.
Mieszka w pobliżu Annecy w Alpach.

## Dyskografia
- Dream Child - Reaching the Golden Gates (1999, Metal Blade Records)
- Inner Visions - Control the Past (2004, Replica Records)
- Rhapsody of Fire - The Dark Secret (EP, 2004, Magic Circle Music)
- Rhapsody of Fire - Symphony of Enchanted Lands II: The Dark Secret (2004, Magic Circle Music)
- Luca Turilli’s Dreamquest - Lost Horizons (2006, Magic Circle Music)
- Luca Turilli - The Infinite Wonders of Creation (2006, Magic Circle Music)
- Rhapsody of Fire - Live in Canada 2005 – The Dark Secret (2006, Magic Circle Music)
- Rhapsody of Fire - Triumph or Agony (2006, Magic Circle Music)
- Rhapsody of Fire - Visions from the Enchanted Lands (2007, Magic Circle Music)
- Gaia Epicus - Damnation (2008, Epicus Records)
- Beto Vázquez Infinity - Existence (2010, Beto Vazquez)
- Rhapsody of Fire - From Chaos to Eternity (2011, Nuclear Blast)